# Арпенік Налбандян
Арпенік Аркадіївна Налбандян (1916—1964) — вірменська радянська художниця. Заслужений художник Вірменської РСР (1956).

## Життєпис
Арпенік Налбандян народилася 23 грудня 1916 року в місті Тбілісі. У 1935—1941 роках навчалася в Тбіліській академії мистецтв на відділенні живопису.
У 1943 році була прийнята до Спілки художників Вірменії. З 1946 і до кінця життя викладала в Єреванському художньо-театральному інституті (нині Академія). У 1948 та 1952 роках Арпенік Налбандян обиралась депутатом Тбіліської міської ради.
У 1957 році була затверджена на посаді доцента у одному з московських вишів. Брала участь у республіканських і всесоюзних виставках.
Арпенік Аркадіївна Налбандян померла 17 травня 1964 року у місті Єревані.

## Виставки
- 1942 — «Героїзм Червоної армії», Єреван
- 1943 — звітна виставка, Будинок художника, Єреван (персональна)
- 1948 — виставка 38 робіт, Будинок художника, Єреван (персональна)
- 1967 — будинок художника, Єреван (персональна)
- 1988 — виставка портрета, Єреван
- 2001 — галерея Альберт і ТовэБояджян Єреванській Державної Художньої Академії
- 2016 — персональна виставка, 100-річчя, Єреван, НГА

## Родина
- Брат — Дмитро Налбандян, Народний художник СРСР, Академік Академії мистецтва СРСР, Герой Соціалістичної Праці. Лауреат Ленінської премії і двох Сталінських премій. Член ВКП з 1948 року.
- Чоловік — Едуард Ісабекян, народний художник Вірменії, лауреат державних премій і нагород. Одружилися в 1940 році в місті Тбілісі.
- Сини:
  - Мгер Ісабекян — живописець
  - Арам Ісабекян — живописець. Ректор, професор Єреванської державної художньої академії. Заслужений діяч мистецтва Вірменії.

## Творчість
Арпенік Налбандян працювала у галузі тематичної картини, портрета і пейзажу. Її дипломною роботою була картина «Збирачки чаю», 1941, х., м., 175 × 190.
Протягом 25-річної творчої діяльності вона створила близько 300 полотен (понад двох десятків композицій, численні портрети, а також натюрморти та етюди).
Починаючи з 1941 року вона постійно брала участь у республіканських і всесоюзних виставках. Її роботи виставлялися в Москві, Ленінграді, Києві, Баку та інших містах і зберігаються в Національній галереї Вірменії (близько 45), Національній галереї Грузії, галереї Гюмрі і в приватних колекціях.

## Нагороди
- Заслужений художник Вірменської РСР (1956).
- Медаль «За трудову відзнаку» (27.06.1956).

### Довідники, книжки, альбоми, каталоги
- Мартикян Е. — Каталог выставки произведений художницы Арпеник Налбандян (Пред. — Е.Мартикян, редактор — Е.Курдоян) — Е., 1948.
- Арпеник Налбандян (Пред. — Ара Сарксян) — каталог, Е., 1967.
- Дрампян Р. — Государственная картинная галерея Армении — М., 1982, с. 91, ил.
- Государственная картинная галерея Армении — М., 1986, с. 45, ил. 29.
- Казарян М. — Изобразительное искусство армянской ССР — М., 1978, с. 210, ил. 70
- Степанян Н. — Искусство Армении — «Советский художник», М., 1989, с. 210, ил. 196
- Armenian women artists 2000 — Մշակույթի հայկական ֆոնդ (օրացույց).
- Сборник — Искусство Советской Армении за 60 лет — Ер.: Изд-во АН АрмССР, 1980, с. 102.